# Dívčice (nádraží)
Dívčice jsou železniční stanice v jihozápadní části obce Dívčice v okrese České Budějovice v Jihočeském kraji oddělená od obce soustavou rybníků v oblasti Zbudovská Blata. Leží na tratích Plzeň – České Budějovice a Dívčice–Netolice (pravidelná osobní přeprava ukončena roku 2011). Stanice je elektrizovaná (25 kV, 50 Hz AC).

## Historie
Stanice byla vybudována jakožto součást Dráhy císaře Františka Josefa (KFJB) spojující Vídeň, České Budějovice a Plzeň, roku 1872 prodloužené až do Chebu na hranici Německa, podle typizovaného stavebního návrhu. 1. září 1868 byl s místním nádražím uveden do provozu celý nový úsek trasy z Českých Budějovic do Plzně.
KFJB byla roku 1884 zestátněna, trať převzaly Císařsko-královské státní dráhy (kkStB). 28. října 1895 otevřela společnost Netolická místní dráha železniční spojení své trati s Netolicemi, pro její obsluhu zde byla postavena nová výpravní budova na severní straně staršího nádraží a lokomotivní točnu pro obsluhu své trati. Po roce 1918 správu hlavní tratě přebraly Československé státní dráhy, trať do Netolic byla zestátněna roku 1925.
Elektrická trakční soustava zde byla zprovozněna 29. listopadu 1968.

## Popis
Stanicí prochází dvoukolejná trať Plzeň – České Budějovice. Nacházejí se tři úrovňová nekrytá nástupiště, k příchodu na nástupiště slouží přechody přes koleje.